# پالدنیا
پالدنیا (به لاتین: Paldeniya) یک منطقهٔ مسکونی در سری‌لانکا است که در استان مرکزی (سری‌لانکا) واقع شده‌است.